# Walter Hornstein
Walter Hornstein (* 29. September 1929 in Überlingen; † 18. September 2012) war ein deutscher Soziologe und Erziehungswissenschaftler.

## Leben
Hornstein besuchte die Volksschule und die Seuse-Oberschule für Jungen in Überlingen und ab 1946 das altsprachliche Gymnasium Kolleg St. Blasien im Schwarzwald. Nach dem Abitur im Jahre 1949 studierte er an der Albert-Ludwigs-Universität Freiburg Philosophie und Theologie und absolvierte anschließend eine Ausbildung zum Lehrer an Volksschulen. Er arbeitete einige Jahre in der Dorfschule von Illmensee im Hinterland des Bodensees.
Von 1958 bis 1963 absolvierte er ein Zweitstudium in Pädagogik, Germanistik, Soziologie und Psychologie an der Eberhard Karls Universität Tübingen. Nach der Promotion zum Dr. phil. und der Assistentenzeit bei Professor Andreas Flitner wurde er 1967 zum Direktor des Deutschen Jugendinstituts in München berufen und wenig später zum Honorarprofessor für Soziologie der Lebensalter an der Ludwig-Maximilians-Universität München.
Von 1976 bis 1995 war er Professor für Sozialisationsforschung und Sozialpädagogik an der Universität der Bundeswehr in München. Von 1995 bis 2000 nahm er einen Lehrauftrag für Sozialpädagogik an der Universität Zürich wahr. Seit 2000 arbeitete er an einem mehrjährigen Projekt zur Geschichte und Theorie der Jugendpolitik im Deutschland des 19. und 20. Jahrhunderts.
Walter Hornstein lebte in Gauting in der Nähe von München, war verheiratet und Vater von vier Kindern.

## Schriften (Auswahl)
- Vom „Jungen Herrn“ zum „Hoffnungsvollen Jüngling“: Wandlungen des Jugendlebens im 18. Jahrhundert. Quelle und Meyer, Heidelberg 1965 (Dissertation, Universität Tübingen).
- Jugend in ihrer Zeit: Geschichte und Lebensformen des jungen Menschen in der europäischen Welt. Von Schröder, Hamburg 1966.
- (mit G. Schmeißer, W. Schefold und J. Stakebrand) Lernen im Jugendalter: Ergebnisse, Fragestellungen und Probleme sozialwissenschaftlicher Forschung. Klett, Stuttgart 1975, ISBN 3-12-921360-0.
- (hrsg. mit Reiner Bastine, Helmut Junker, Christoph Wulf) Funk-Kolleg Beratung in der Erziehung. 2 Bände. Fischer Taschenbuch, Frankfurt am Main 1977, ISBN 3-596-26346-8, ISBN 3-596-26347-6.
- Jugendforschung und Jugendpolitik: Entwicklungen und Strukturen in der zweiten Hälfte des 20. Jahrhunderts. Juventa Weinheim/München 1999, ISBN 3-7799-1129-9.

## Mitgliedschaften und Herausgebertätigkeit
- Zeitschrift für Pädagogik
- Bundesjugendkuratorium
- Mitglied in Gremien der DFG